# Mario Musa
Mario Musa (Zagreb, 6. srpnja 1990.) hrvatski je nogometaš koji igra na poziciji lijevog beka. Trenutačno je bez kluba.

## Priznanja

### Klupska
Dinamo Zagreb
- Prvak Hrvatske (2): 2015./16., 2018./19.
- Hrvatski nogometni kup (1): 2015./16.

## Vanjske poveznice
- Mario Musa, Hrvatski nogometni savez
- Mario Musa, Transfermarkt (engl.)